# Діяння угрів

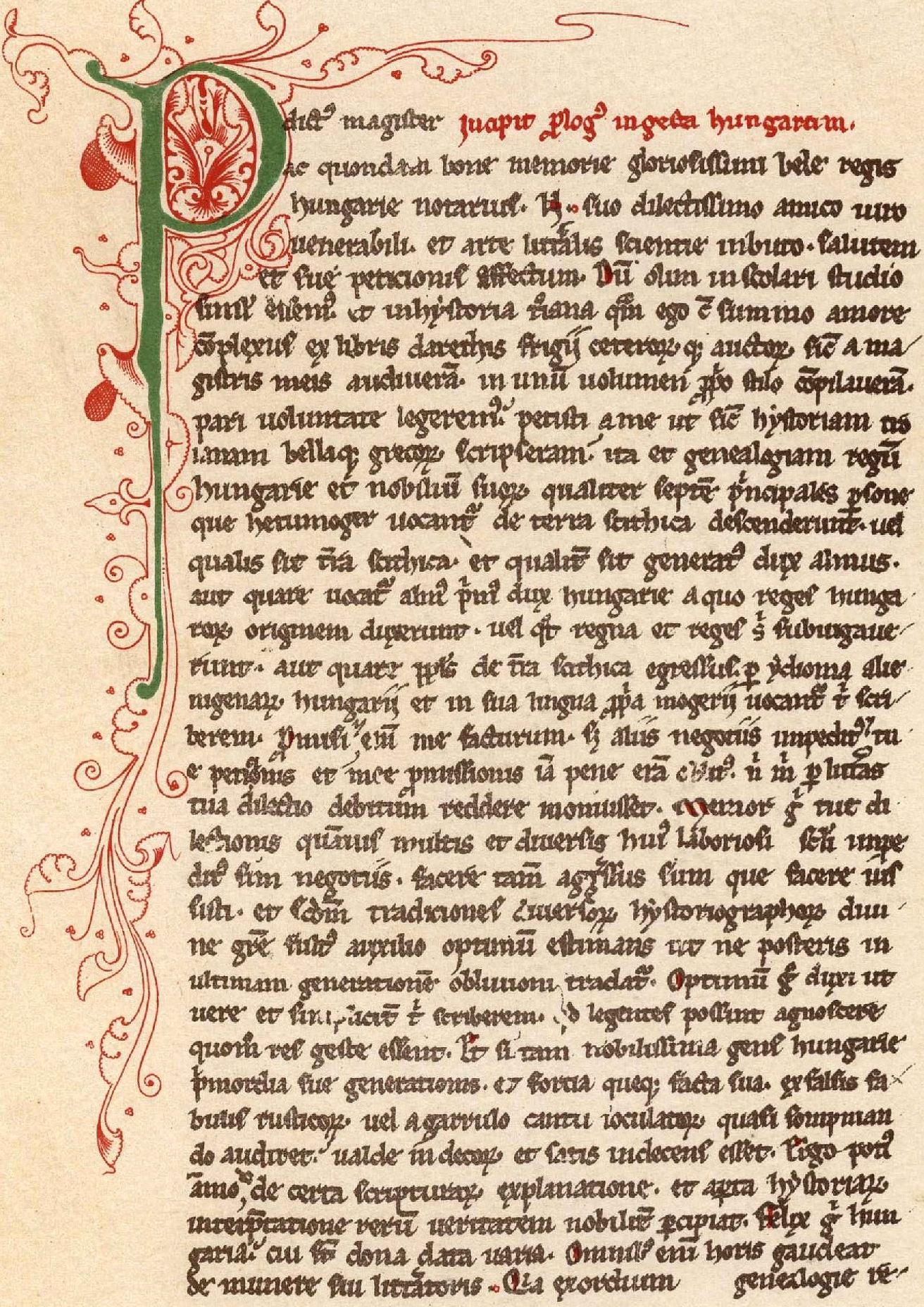
Перша сторінка

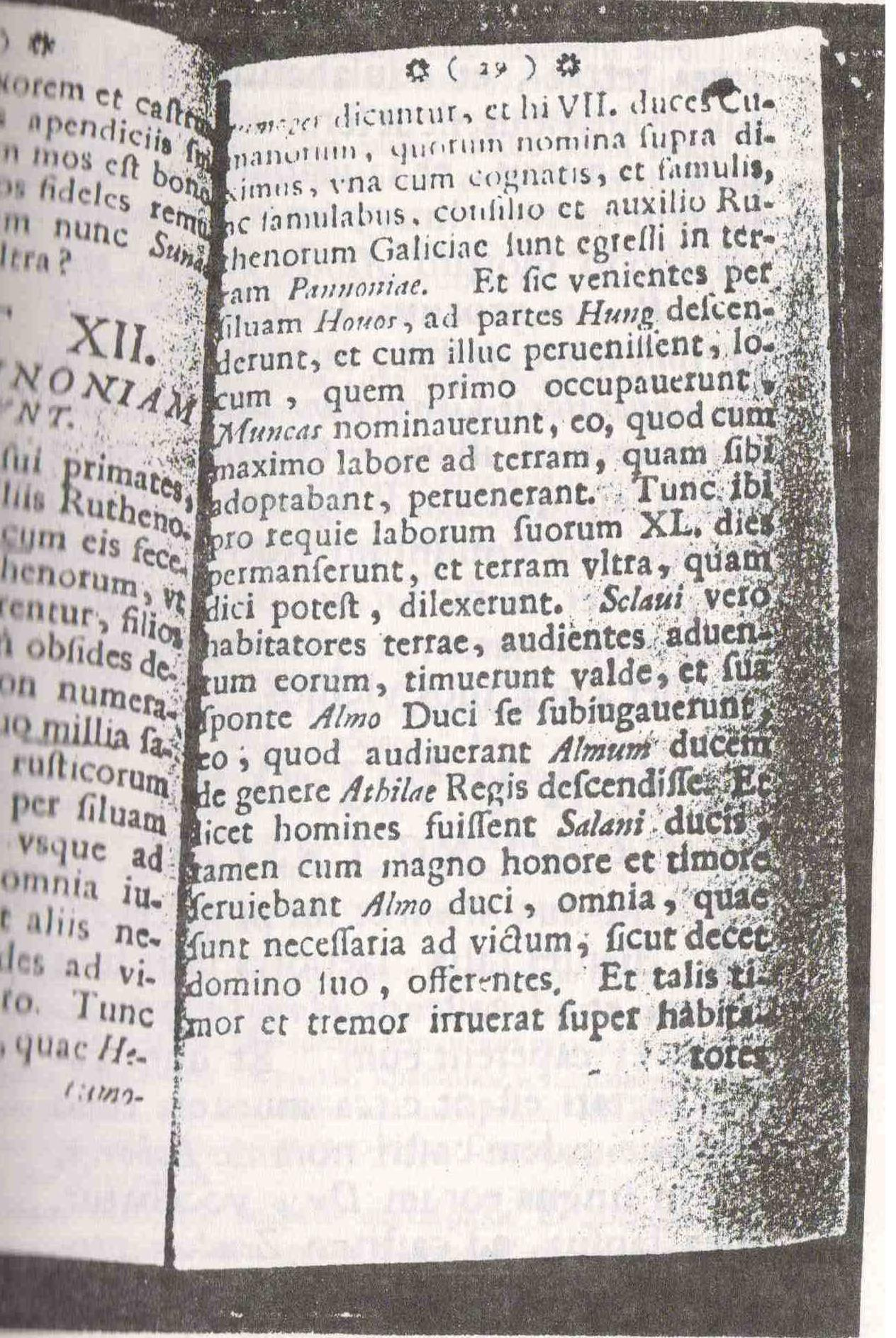
Сторінка з хроніки «Діяння угрів».

«Ґе́ста Гунґаро́рум» (лат. Gesta Hungarorum — «Дія́ння у́грів») — найдавніша угорська хроніка. Була написана десь у ХІІ ст. під час правління в Угорщині короля Бейли ІІІ (1172–1196). ЇЇ автор невідомий, його прийнято називати Анонімом. За однією версією це єпископ Печка (Петро), за другою — єпископ Повша, який був нотаріусом короля Бейли ІІІ. 
Після приходу угрів в 9 столітті, зі сторони Галичини 13—14 століття почали перебиратися східно слов’янські групи (русини) та осідати на західних схилах Карпат. Багато українських істориків засумнівалися у правдивості описаних Анонімом подій[джерело?]. Проте, розповідь літописця про події на Закарпатті в кінці ІХ — початку Х ст. майже повністю підтверджується археологічними знахідками[джерело?]. Отож, цю хроніку слід вважати важливим для історії Підкарпаття джерелом, яке хоча б частково відтворює події вище згаданого періоду[джерело?]. Окремі уривки з хроніки 1910 р. переклав на свій лад, відомий підкарпатський історик Василь Гаджега.